# Berg am Irchel
Pour les articles homonymes, voir Berg.
Berg am Irchel est une commune suisse du canton de Zurich, située dans le district d'Andelfingen.

Photo aérienne (1954).

## Monuments
- Le château[3].